# Latin jazz
A latin jazz elnevezést olyan jazzkompozíciókra használjuk, amelyek latin-amerikai (rendszerint kubai) ritmusvilágra épülnek.
Három alapvető latin jazz-kategóriát különböztetünk meg:
1. Brazil jazz, lásd: bossa nova
2. Kubai jazz: különféle fúziók a tradicionális kubai zenei stílusok és az amerikai jazz között, lásd: Cubop
3. Puerto Ricó-i jazz: William Cepeda nevéhez fűződik

## Történelem
A latin jazz először a negyvenes évek végén jelent meg.
Dizzy Gillespie és Stan Kenton kezdték először használni az afrokubai zene ritmusvilágát és szerkezetét. A Machito and His Afro-Cubans zenekar zenei rendezője, Mario Bauza szerezte az első latin jazz kompozíciót Tanga címmel 1943. május 31-én. Ebben a számban jazzes imporivált szólók is helyet kaptak. A Tanga az első jazzszerzemény, ami a clave ritmusképletén alapszik. Bauza kidolgozta a 3-2/2-3 clave-képletet, ami mind a mai napig a latin jazz és a salsa alapját jelenti.
1946. március 31-én Stan Kenton rögzítette a Machito-t. A számot hangszerelője, Pete Rugolo szerezte. Hivatalosan ez az első latin jazz-mű, amit amerikai jazz zenészek játszottak. A Kenton-zenekar Ivan Lopez bongodobossal és Eugenio Reyes maracas-művésszel egészült ki. Később, december 6-án Stan Kenton rögzítette a The Peanut Vendor című afrokubai szám alapján készült saját hangszerelését a Machito zenekar ütűseivel.
1947 szeptemberében Dizzy Gillespie együttműködésbe kezdett a Machito kongadobosával, Chano Pozo-val, s elkészült az Afro-Cuban Drums Suite, amit a Carnegie Hallban mutattak be. Ez volt az első koncert, ahol egy amerikai zenekar játszott afro-cubán dzsesszt. Pozo Gillespie big bandjében maradt. Közösen készítették többek közt a Cubana Be, Cubana Bopot is.

## Eltérések a klasszikus jazzhez képest
Ellentétben az észak-amerikai jazzel, a latin jazz egyenes ritmust használ (nem swingelőt), az úgynevezett "beat" helyett clave-ritmusképletekre épül. A "latin" hatást az ütőhangszerek (konga, timbale, güiro, clave) hozzák.

## Alstílusok
A tizenkilencedik században kialakult afro-brazil műfaj, a szamba egy, a kubaihoz hasonló, de attól különböző clave-képletet használ. A bossa nova egy módosított formájú zenei műfaj, ami a szambán alapszik, de hatással voltak rá az európai és észak-amerikai zenei áramlatok is (például Debussy). A bossa nova az ötvenes években alakult ki olyan zenészek vezetésével, mint Antônio Carlos Jobim, João Gilberto és az észak-amerikai Stan Getz.
A legismertebb bossa-szám a The Girl from Ipanema.

## Ismérvek
Latin jazz muzsikát játszhat kis- vagy nagyzenekar egyaránt. Kisebb együttesek, kombók rendszerint a bebop-formátumot alkalmazzák. Ebben az esetben a zenészek eljátsszák a dallamot, majd improvizált szólókkal folytatják, míg az előadás végén ismét a dallam következik. A latin jazz-zenekarokban az ütőhangszerek a szólórészek központjában vannak, és a konga illetve a timbale kiegészítő dallami motívumokat adnak.

## Afro-Rican jazz
Az Afro-Rican jazz William Cepeda harsonista, zeneszerző és hangszerelő nevéhez fűződik. Ő olyan zenészektől tanult, mint Dizzy Gillespie, Lester Bowie, Jimmy Heath, Slide Hampton, David Murray vagy Donald Byrd. Cepeda ezt az új, egyedülálló zenei világot a kortárs jazz és a Puerto Ricó-i népzene vegyítéséből hozta létre.

## Külső hivatkozások
Latin jazz filmen
- "Calle 54" – Fernando Trueba latin jazz-filmje

Latin jazz-oldalak
- LatinJazzClub Magazine" Archiválva 2018. augusztus 23-i dátummal a Wayback Machine-ben
- A latin jazz legnagyobbjairól"
- Chip Boaz'  "The Latin Jazz Corner"
- Love Kiss Music zenei kiadó
- Chicano roots latin jazz fusion

## Fordítás
- Ez a szócikk részben vagy egészben  a   Latin jazz című angol Wikipédia-szócikk fordításán alapul.  Az eredeti cikk szerkesztőit annak laptörténete sorolja fel. Ez a jelzés csupán a megfogalmazás eredetét és a szerzői jogokat jelzi, nem szolgál a cikkben szereplő információk forrásmegjelöléseként.